# 5420 Jancis
5420 Jancis eller 1982 JR1 är en asteroid i huvudbältet som upptäcktes 15 maj 1982 av Palomar-observatoriet. Den är uppkallad efter den brittiska journalisten Jancis Robinson.
Asteroiden har en diameter på ungefär 12 kilometer.